# Ејда (Оклахома)
Ејда (енгл. Ada) град је у америчкој савезној држави Оклахома.

## Демографија
По попису из 2010. године број становника је 16.810, што је 1.119 (7,1%) становника више него 2000. године.
| Група             | 2000.          | 2010.          |
| Белци             | 11.379 (72,5%) | 11.036 (65,7%) |
| Афроамериканци    | 555 (3,5%)     | 714 (4,2%)     |
| Азијати           | 130 (0,8%)     | 197 (1,2%)     |
| Хиспаноамериканци | 453 (2,9%)     | 946 (5,6%)     |
| Укупно            | 15.691         | 16.810         |